# Žejno
Žejno je naselje v Občini Brežice.

## Prebivalstvo
Etnična sestava 1991:
- Slovenci: 80 (97,6 %)
- Hrvati: 1 (1,2 %)
- Nemci: 1 (1,2 %)